# Никольское (Архангельская область)
Никольское — деревня в Приморском районе Архангельской области. Входит в состав Лисестровского сельского поселения (муниципальное образование «Лисестровское»).

## География
Деревня расположена на левом берегу водотока Мечка реки Северная Двина, и на западе, севере и востоке окружена территорией городского округа «Город Новодвинск». Поблизости проходит автомобильная трасса, соединяющая город Новодвинск и село Холмогоры. К юго-востоку от деревни находится ближайший населённый пункт Лисестровского сельского поселения — деревня Заозерье, к северу — новодвинская деревня Павлово. 

## Население
Численность населения деревни, по данным Всероссийской переписи населения 2010 года, составляла 6 человек. 
| Население                            | на 1 января 2010 года |
| ------------------------------------ | --------------------- |
| В возрасте до 16 лет                 | 1                     |
| Трудовые ресурсы (из них работающих) | 1 (1)                 |
| Пенсионеры                           | 2                     |
| Всего                                | 4                     |
| Прибыло / выбыло (за год)            | 0 / 0                 |
| Родилось / умерло (за год)           | 0 / 0                 |

## Инфраструктура
Жилищный фонд деревни составляет 1,5 тыс. м². Объекты социальной сферы и стационарного торгового обслуживания населения на территории населённого пункта отсутствуют.

### Карты
- Никольское на карте Wikimapia Архивировано 25 августа 2011 года.
- Никольское. Публичная кадастровая карта